# Villa del Deportista
Villa del Deportista es un barrio de la ciudad balnearia de Necochea, capital del partido homónimo, Provincia de Buenos Aires, Argentina.
Se encuentra localizada a diez minutos del Centro Nuevo (centro turístico) y a quince minutos del Centro Viejo (centro administrativo) de Necochea. A su vez, linda con el Parque Miguel Lillo. 
Fue idea por el comerciante y reconocido representante de futbolistas Don Félix Latrónico.

## Historia
Don Félix Latrónico fue un reconocido representante de futbolista argentino. Así las cosas, Guillermo Coppola, representante de Diego Maradona, sostuvo que Don Félix era su arquetipo a seguir.
El proyecto empieza a tomar forma en la década del 50, cuando aún era una zona de médanos y mucha arena. Ello en razón de que el Parque Miguel Lillo comenzaba en la Avenida 10 y Calle 89, terminando en el Vivero Municipal de Necochea.
Luego del cobro de una deuda, Latrónico decidió comenzar a operar en el mundo de los negocoos inmobiliarios.
A pesar de no contar con el dinero suficiente, Don Félix logró convencer a los inversores para poder concretar la operación de la compra de los campos de la familia Sotile.
En los años 50, la ciudad de Necochea estaba gobernada por el intendente peronista, Rodolfo Vicente Arce, con el que Félix Latrónico, de afiliación al radicalismo, trazó una alianza para poder lograr la ansiada urbanización del futuro barrio. Así, y a pesar de que el intendente manifestó que no podía erogar dinero, se comprometió a la entrega de las maquinarias.
Latrónico comenzó con la solicitud de apertura de calles, la zona contaba con ciento veinte manzanas con más de mil quinientos lotes. La idea era el loteo del campo para la urbanización. Hasta ese momento, el asfalto llegaba hasta la calle 89. Había que entoscar, porque sino era imposible mostrar el lugar que buscaba vender a la gente del lugar o a inversores de otras ciudades.
Unos años más tarde, logró llevar la luz, fundamental para la instalación de nuevos vecinos. Además, decidió forestar la zona. Los árboles que embellecen a la Villa del Deportista fueron plantados por orden de Félix Latrónico.
El loteo de la Villa del Deportista concluyó en el año 1957.
A pesar de que muchos terrenos fueron ocupados, la hija de Latrónico, Liliana, y el Municipio de Necochea, encabezado por el Intendente Arturo Rojas, se pusieron en marcha para proceder al desalojo de los ocupantes. Esta gestión se llevó a cabo porque Liliana buscó resguardar el desarrollo inmobiliario pensando por su padre, mientras que el Municipio se vio movilizado ya que se trataban de terrenos fiscales cedidos por el propio Don Félix al Gobierno. 
Hoy en día, pueden verse los esfuerzos de Liliana por mantener el desarrollo libre de ocupantes ilegales. En virtud de eso, su empresa inmobiliaria donó alambrados y un ploteo que indica que se trata de terrenos fiscales.

## Plantaciones
A pesar de que, en sus orígenes parecía casi inconcebible, el Parque Miguel Lillo alcanzó con sus plantaciones a la Villa del Deportista. En la actualidad, el parque supera con creces de kilómetro a la Villa, de modo que la misma es lindera de par en par con el Parque.
Por su parte, las plantaciones dentro de la Villa fueron ideas y pensadas por Don Félix Latrónico. Entre los arbomes encontramos pinos, lambertianas, olmos, álamos y eucaliptos. Arturo García de Arriba, vecino necochense y abogado apoderado de la inmobiliaria y desarrolladora actual de la Villa, sostiene que "no hay otro barrio en Necochea que tenta esa característica". Dando a entender que es el único barrio de Necochea que resulta contenedor de semejante capital arbóreo.
En la Av. 10 (también denominada Avenida Félix Latrónico) y la Calle 131 se efectuó un monte de eucaliptus a los efectos de salvaguardar a los pinos.

## Religión
Recuerda Liliana Latrónico, hija de Don Félix, que éste cedió de palabra a una comunidad de feligreses católicos una fracción de terreno para que, en un futuro, construyan la capilla en el barrio. Ante este estado de cosas, su hija completó el trámite legal con la iglesia católica. Así, se reunió con el Obispo de Mar del Plata, Gabriel Mestre y se escrituró a favor de la Iglesia Católica.

## Calles
Tanto las calles como las avenidas llevan nombres de deportistas. Entre ellos se encuentran Alfio Basile, Guillermo Vilas, Manuel Ginobili, César Menotti, Luciana Aymar, Dibu Martínez, Lionel Messi, Lionel Scaloni y Juan Martín del Potro. Por su parte, la Avenida 59 que comunica al Centro administrativo de la ciudad homenajea a la judoka y médica Paula Paretto, mientras que la Avenida principal (Av. 10) que conecta el corredor balneario lleva el nombre de Félix Latrónico.